# انسان (آلبوم ورونیکاس)
انسان (به انگلیسی: Human) پنجمین آلبوم استودیویی از گروهٔ دونفرهٔ استرالیایی ورونیکاس می‌باشد که تنها پس از یک ماه از انتشار گودزیلا در ۲۵ ژوئن سال ۲۰۲۱ منتشر گردید که اولین آلبوم آن‌ها پس از هفت سال می‌باشد که به‌دنبال ورونیکاس (۲۰۱۴) آمده‌است.